# (163) Эригона
(163) Эригона (др.-греч. Ἠριγόνη) — астероид главного пояса, возглавляющий одноимённое семейство астероидов.
Был открыт 26 апреля 1876 года Перротэном и назван в честь Эригоны, дочери Икария, или Эригоны (дочери Эгисфа) в древнегреческой мифологии.
Является очень тёмным астероидом класса C — его альбедо составляет всего 5%. При диаметре 72 км и массе 2,01 × 1018 кг его средняя плотность составит 9,99 г/см³, при массе же 4,01⋅1017 кг его средняя плотность составит 2,000 г/см³. Фотометрические измерения, проведённые в 2014 году, были использованы для построения кривой блеска, демонстрирующей период вращения 16,136±0,001 часа.
20 марта 2014 года состоялось покрытие астероидом (163) Эригона звезды Регул в созвездии Льва, которое наблюдалось в узкой полосе над Северной Атлантикой и в Северной Америке.

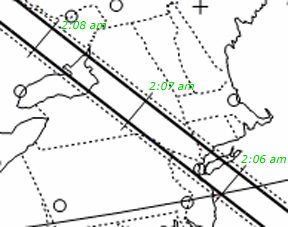
Путь покрытия астероидом (163) Эригона звезды Регул от Нью-Йорка до Онтарио

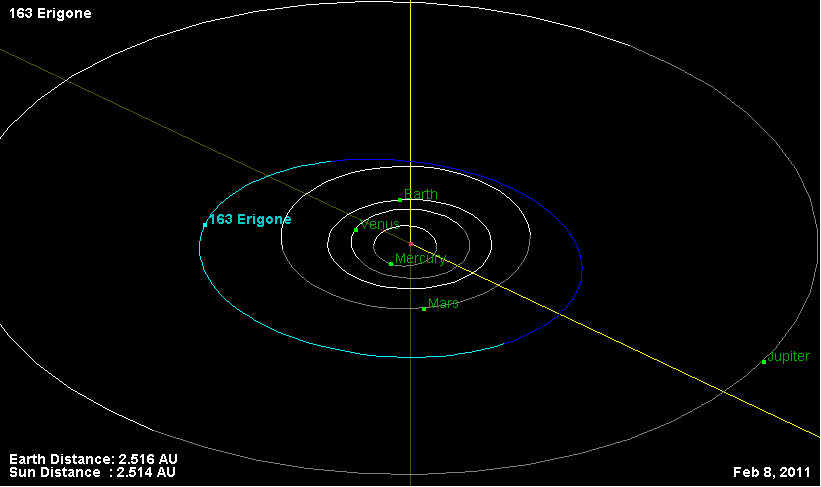
Орбита астероида Эригона и его положение в Солнечной системе